# Witten-Wullen
Wullen is een stadsdeel van Witten, (Noordrijn-Westfalen, Duitsland). Omstreeks het jaar 1000 werd de plaats voor het eerst vermeld in een bron van het klooster Siegburg. In Wullen bevindt zich de oudste private universiteit in Duitsland, de universiteit van Witten en Herdecke (Duits: Universität Witten/Herdecke). In 1982 kreeg het de status universiteit toegekend door het ministerie.

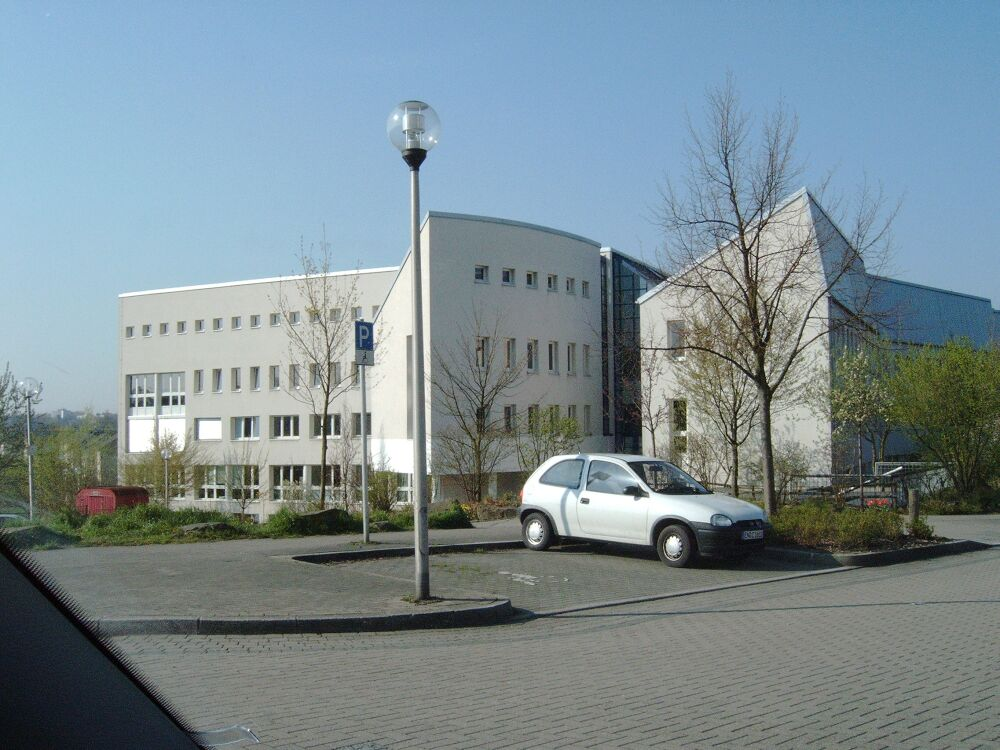
Universiteit Witten/Herdecke in Wullen